# Vorsätzliche Tötung (Schweiz)
Die vorsätzliche Tötung ist in der Schweiz der Grundtatbestand der vorsätzlichen Tötungsdelikte und wird nach Art. 111 des Strafgesetzbuchs mit Freiheitsstrafe von 5 bis 20 Jahren bestraft.
Daneben gibt es im schweizerischen Strafrecht den Tatbestand des Mordes (Art. 112 StGB) als Qualifikation sowie den Tatbestand des Totschlags (Art. 113 StGB) als Privilegierung.